# Dzogchen
Dzogchen  (tibetansk: རྫོགས་ཆེན་ (tib wylie: rdzogs pa chen po; kort: rdzogs chen) (Skt.: Atiyoga) er i henhold til flere tibetanske traditioner den ultimative essens i Buddhas lære – der, hvor buddha-tilstanden er realiseret. Denne opfattelse deles af både de traditionelle tibetanske buddhistiske skoler og af bön traditionerne/skolerne og afspejles i de tilhørende spirituelle udviklingsmetoder. Dzogchen kan oversættes som "den store, naturlige fuldkommenhed".
Inden for tibetansk buddhisme blev Dzogchen først beskrevet i nyingma-skolen, den ældste af de fire store buddhistiske skoler i Tibet. I Nyingmatraditionen er der en lang række af kilde- eller rod-tantraer, som beskriver dzogchen-læren. Læren bliver vedvarende genfortalt på en tidssvarende måde i en levende tradition af linieholdere – dvs. i en ubrudt linje af bevidsthedssammensmeltninger, der strækker sig tilbage til Garab Dorje.
Dzogchen er den ultimative lære og kulminationen i vajrayana-buddhismen. Nyingma-traditionen opdeler hele den buddhistiske lære i ni skoler, også benævnt yanaer, hvor Dzogchen/Atiyogaen er den niende yana. Nyingma har en fuldkommen beskrivelse af dzogchen-læren.

## Historie

### Bön
Ifølge overleveringer fra bön-religionen blev dzogchen-læren udbredt af bön-mesteren Shenrab Miwoche  (1856 f.Kr.) i Himalaya-området.
Den trettende linieholder efter Shenrab Miwoche, en vis Zhang Zhung Garab, er muligvis identisk med den fornævnte buddhistiske mester Garab Dorje.

### Nyingma
Nyingma, den ældste af de fire store traditionelle buddhistiske skoler i Tibet, angiver, at buddhismen og dzogchen vandt indpas i Tibet i 800-tallet og blev da først "propaganderet" af kong Trhisong Detsen og den buddhistiske mester Padmasambhava. Garab Dorje (dga' rab rdo rje) (født 716 f.Kr.), en buddhistisk mester fra det nu hedengangne land Oddiyana Swat, Pakistan, var den første lærer i menneskeskikkelse (Skt. vidjadhara) i dzogchen-traditionen.

### Sarma
De såkaldte nye oversættelsesskoler i Tibet, Sarma-skolerne (Kagyu, Sakya, Kadam/Geluk), har en lære, mahamudra, der af mange lamaer ses som en parallel til dzogchen. Dog er tögal-delen ikke beskrevet i mahamudraen..

### Nutid
En spirende interesse for østlige religioner begyndte i løbet af 1800-tallet at brede sig blandt vestlige tænkere såsom Schopenhauer, Nietzsche m.fl. – og senere blandt filosoffer som Heidegger, Jean-Paul Sartre m.fl. Også teosofien og Rudolf Steiner med antroposofien hentede inspiration i østlig religion og tænkning.
Dzogchen-udviklingen i vest tog sin spæde begyndelse med udgivelsen af ”Den Tibetanske Dødebog” i 1927, efterfulgt af ”The Tibetan Book of The Great Liberation”, begge af W. Y. Evans Wentz, i øvrigt med forord af Carl Gustav Jung – og i C. G. Jungs banebrydende arbejde, fx i psykologien om mandalaer og alkymi.
Som eksempel refererer Tulku Urgyen Rinpoche i sine bøger til profetien om Dzogchens udbredelse i "vesten", hvilket den kinesiske besættelse af Tibet i 1950’erne synes at bekræfte. Mange store dzogchen-mestre forlod Tibet, og udbredte læren i bl.a. vesten, såsom Dudjom Rinpoche, Dilgo Khyentse, Tulku Urgyen Rinpoche, Tulku Chögyam Trungpa, Nyoshul Khenpo, Chagdud Tulku Rinpoche, Sogyal Rinpoche m.fl. De sidste 30 år har dzogchen-læren bredt sig på alle kontinenter.
Den nuværende 14. Dalai Lama Tenzin Gyatso underviser også i Dzogchen.

## Vestlige paralleller
Ovennævnte thukje-aspekter kan give associationer til I. Kants begreber om ideel tid og rum (tidløs uendelig vidde).
C. G. Jung omtaler i hovedværket Mysterium Coniunctionis tilstanden, hvor alle "selver" grunder i én altomfattende verden som "unus mundus" – hvilket kan opfattes som enhedsbevidstheden.

### AfJes Bertelsen(Dansk)
- Højere bevidsthed, (1983), ISBN 87-418-6926-5
- Bevidsthedens befrielse – ved meditativ indsigt i bevidsthedens kilde, (1991), ISBN 87-418-6211-2
- Nuets himmel, (1994), ISBN 87-21-00193-6
- Bevidsthedens inderste: dzogchen, (1999), ISBN 87-7357-761-8
- Dzogchenpraksis – som bevidsthedsvidde, (2003), ISBN 87-621-0434-9
- Bevidsthedens flydende lys  – betragtninger over begrebet apperception hos Immanuel Kant og Longchenpa, (2008), ISBN 87-638-0780-7

### (Dansk)
- Tulku Urgyen Rinpoche: Når Skyerne Forsvinder  – Buddhas Ord vidergivet af.., (1992), oversat af Erik Hein Schmidt og Andreas Doctor, ISBN 87-90049-00-4
- Sogyal Rinpoche (2010, 2. udgave, 3. oplag ). Den tibetanske bog om livet og døden, Gyldendal. ISBN 87-00-45506-7
- Chokyi Nyima Rinpoche: Enkle Sandheder, oversat af Birthe Olsen og Erik Pema Kunsang. Klim, Lotus Serien. ISBN 9788779553927
- Dødebogen, (udvidet og kommenteret udgave af Den tibetanske dødebog, originaltitel: Bardo Thodöl / Zabtik Rangdrol), af Erik Meier Carlsen (2010). Borgen, ISBN 978-87-21-03353-8

### (Engelsk)
- Dudjom Lingpa: Buddhahood Without Meditation, A Visionary Account known as Refining one's Perception. Padma Publishing, 1994, revised edition, second printing ISBN 1-881847-33-0
- Dudjom Rinpoche: Wisdom Nectar: Tsadra Foundation), 2005, Snow Lion Publications, ISBN 155939224X
- Kunsang, Erik Pema; Wellsprings of the Great Perfection: The Lives and Insights of the Early Masters (2006) ISBN 962-7341-57-6
- Longchen Rabjam (author), Richard Barron (trans): The Precious Treasury of the Basic Space of Phenomena (Chöying Dzöd). Padma Publishing
- Longchen Rabjam (author), Richard Barron (trans): A Treasure Trove of Scriptural Transmission: A Commentary on the Precious Treasury of the Basic Space of Phenomena. Padma Publishing (2001) ISBN 1-881847-30-6
- Longchen Rabjam (author), Richard Barron (trans): Precious Treasury of the Way of Abiding. Padma Publishing (1998) ISBN 1-881847-09-8
- Longchenpa (author), *Dowman, Keith (co-author), Old Man Basking In the Sun: Longchenpa's Treasury of Natural Perfection, (2006) Vajra Publications,(revideret udgave, Natural Perfection,Lonchenpa’s Radical Dzogchen (2010)).
- Drime Özer (author) (Longchen Rabjam) , Richard Barron (trans): The Precious Treasury of Philosophical Systems (Drupta Dzöd): Padma Publishing (2008) ISBN 1-881847-44-6
- Longchen Rabjam (author), Richard Barron (trans): The Precious Treasury of Pith Instructions (Man-ngak Dzöd): Padma Publishing (2007). ISBN 1-881847-42-X
- Longchen Rabjam, The Practice of Dzogchen, translated by Tulku Thondup, Snow Lion, 2002
- Longchen Rabjampa (1978), The Four-Themed Precious Garland: An Introduction to Dzogchen, with commentaries by Dudjom Rinpoche and Beru Khyentse Rinpoche; translated by Alexander Berzin, LTWA
- Dalai Lama XIV (2000). Dzogchen: Heart Essence of the Great Perfection, by Geshe Thupten Jinpa and translated by Richard Barron, Snow Lion Publications. ISBN 1559392193
- Dalai Lama XIV: Mind in Comfort and Ease: The Vision of Enlightenment in the Great Perfection, Patrick Gaffney, Matthieu Ricard ISBN 0861714938
- Tulku Urgyen Rinpoche, As It Is, vol. I and II. Essential teachings from the Dzogchen perspective. ISBN 962-7341-35-5 and ISBN 962-7341-39-8
- Tulku Urgyen Rinpoche. Vajra Speech. Translated by Erik Pema Kunsang. Boudhanath: Rangjung Yeshe Publications, 2001. ISBN 962-7341-44-4
- Longchen Rabjam, (Longchenpa) (2000). You Are the Eyes of the World. (trans of kun byed rgyal po) by Kennard Lipman & Merrill Peterson and with an introduction by Namkhai Norbu). Snow Lion Publications; Revised Edition. ISBN 1559391405; ISBN 978-1559391405
- Guenther, H.V.,  Kindly Bent to Ease Us, vols. 1-3, Dharma Publishing, 1975-76
- Guenther, H.V., Meditation Differently: Phenomenological-Psychological Aspects of Tibetan Buddhist, Motilal Barnasidass, 1992
- Norbu, Chögyal Namkhai (2008). Longchenpa's Advice from the Heart. ISBN 8878341029
- Norbu, Chögyal Namkhai (1992). Dream Yoga and the Practice Of Natural Light editor Michael Katz. Ithaca, NY: Snow Lion Publications. ISBN 1-55939-007-7
- Reynolds, John Myrdhin (1996). The Golden Letters: The Tibetan Teachings of Garab Dorje, First Dzogchen Master. Snow Lion Publications. ISBN 1-55939-050-6
- Padmasambhava, Natural Liberation, commentary by Gyatrul Rinpoche. Wisdom Publications (1998),ISBN 9780861711314
- Shabkar Tsogdruk Rangdrol (author), Matthieu Ricard (trans): The Life of Shabkar; The autobiography of a Tibetan Yogin. Snow Lion Publications. ISBN 1-55939-154-5
- Scheidegger, Daniel (2007). "Different Sets of Light-Channels in the Instruction Series of Rdzogs chen" in Revue d’Etudes Tibétaines. Source: www.scribd.com: Light Channels in Dzogchen Arkiveret 30. september 2009 hos  Wayback Machine